# Johan Borgen
Johan Collett Müller Borgen (n.28 aprilie, 1902 – d.16 octombrie, 1979) a fost un scriitor, jurnalist și critic literar norvegian. A fost căsătorit cu Annemarta Borgen. Sub pseudonimul ”Mumle Gåsegg” a scris articole pentru ziarul norvegian Dagbladet, în special în timpul al doilea război mondial și ocupația germane care Norvegia a suferit între 1940-1945. Articolele lui Borgen au fost ironice și peiorative împotriva regimului nazist, și el a reușit să continue aceasta activitate pentru mult timp. Până la urmă însă, a fost descoperit, prins și trimis la lagărul de concentrare Grini. Ca scriitor, Borgen este în primul rând cunoscut pentru trilogia ”Lillelord”, cei trei cărți care cuprinde trilogia fiind scris în 1955, 1956 și 1957.